# Râul Ruja, Tazlăul Sărat
Râul Ruja este un curs de apă, afluent al râului Tazlăul Sărat.